# Hugh Dowding
Hugh Caswell Tremenheere Dowding (Moffat, Escocia; 24 de abril de 1882-Royal Tunbridge Wells, Inglaterra; 15 de febrero de 1970) fue el oficial británico que dirigió el Mando de Caza de la Royal Air Force (RAF) durante la batalla de Inglaterra, a principios de la Segunda Guerra Mundial, cuando ocupaba el cargo de mariscal en jefe del Aire. Tuvo además el título de 1.er barón Dowding y fue nombrado caballero gran cruz de la Orden del Baño, la caballero gran cruz de la Real Orden Victoriana y compañero de la Orden de San Miguel y San Jorge.
Entre sus muchos méritos en la guerra, cabe destacar el desarrollo del sistema de radar costero con hasta veinte estaciones que cubrían la costa desde el río Tyne hasta Southampton, el apoyo al desarrollo moderno de aviones de caza, por ejemplo con el concurso que dio lugar a la Especificación del Ministerio del Aire F.5/34 y a los dos cazas más famosos de la RAF: el Hawker Hurricane y el Supermarine Spitfire, y a un sistema para el uso de las fuerzas aéreas activo, dinámico y muy distinto de las ideas ya desfasadas de sus contemporáneos en materia de aviación bélica.
La famosa frase de Winston Churchill, «Nunca tantos debieron tanto a tan pocos», es en gran parte un tributo a la estrategia de Hugh Dowding al frente de sus pilotos del Mando de Caza.

## Historia

### Segunda Guerra Mundial

#### Nuevas ideas
Hugh Dowding, como mariscal en jefe del Aire, fue el principal impulsor y promotor de la nueva perspectiva, organización y control en las fuerzas aéreas británicas y dirigió el Mando de Caza, junto al vicemariscal del Aire, Keith Park, durante la batalla de Francia y la batalla de Inglaterra.
Ambos personajes abogaban por un estilo de defensa distinto y nuevo. Confiaban en la detección temprana de invasiones (RDF), en golpear eficaz y rápidamente al enemigo para rearmarse en un combate sobre suelo británico, evitando así pérdidas inútiles de pilotos -los cuales no sobraban precisamente-, como podría suceder con los ataques sobre el continente y el bombardeo ofensivo de posiciones enemigas. Estas últimas eran ideas que proclamaba la facción conservadora de la RAF y sus máximos representantes, algunos como Leigh-Mallory desde el propio Mando de Caza, a las que Dowding respondía:

De qué nos sirven los bombardeos ofensivos si no podemos defender nuestras bases con cazas defensivos.
Hugh Dowding

##### El Mando de Caza y el Radar (RDF)
Ya desde 1935, Dowding como miembro del Consejo Aeronáutico de Investigación y Desarrollo de la RAF, impulsó activamente la investigación de ese novedoso artefacto de radiodetección electrónica, RDF en estas postrimerías, y junto a «sus chicos» solicitaron la creación de una cadena costera de detección basada en el radar que serviría de principal apoyo al, aún en proyecto, Mando de Caza.
De esta manera, con Dowding ascendido a Mariscal en Jefe del Aire, se forjaron los cimientos de la defensa de Inglaterra y el 6 de julio de 1936 oficialmente entraba en servicio un nuevo mando aéreo independiente: el Mando de Caza de la RAF, con Sir Hugh Dowding como Comandante en Jefe y Keith Park como Comandante del Grupo n.º 11 en la zona caliente (aeródromos del sudeste) de la defensa.

#### La Batalla de Francia
Después de que el mundo se asombrara ante la Blitzkrieg alemana en Francia, en mayo de 1940, Dowding entendió que Inglaterra nunca podría ganar la guerra en suelo francés. Por esa época la Fuerza Expedicionaria Británica Aérea (AASF, Advanced Air Striking Force, un cuerpo de aviación independiente del BEF) tenía 6 escuadrones de Hurricanes destinados en bases galas y después del batacazo de la guerra relámpago, Churchill prometió enviar masivamente aviones de caza en ayuda de los franceses, así Dowding se vio forzado a enviar 10 escuadrones más a una, según él, muerte segura.
Tras el envío de los escuadrones y ver el desgaste del precario Mando de Caza, Dowding se negó rotundamente a enviar un solo caza de combate más a Francia e incluso amenazó con la dimisión cuando Churchill intentó forzarlo con una amonestación. Para ese día, el 21 de mayo de 1940, Dowding lo tenía suficientemente claro: con una cuarta parte de la RAF sacrificada ya en Francia, Inglaterra no tendría posibilidad alguna de defenderse y sus planes para el Mando de Caza serían inútiles sino tenía los efectivos mínimos, ¿qué importancia podría tener ser relevado del mando?
La lógica aplastante de Dowding:

Si nuestra fuerza de defensa aérea se malgasta en un esfuerzo desesperado de salvar la situación en Francia, la derrota en Francia conllevará la derrota final, completa e irremediable de este país.
Hugh Dowding a Winston Churchill

convenció a Churchill quien tuvo que comunicar el cese del apoyo aéreo a Reynaud. Esta quizás, fuera otra de las decisiones que ayudaron a la defensa de Inglaterra frente a la operación León Marino.

#### La Batalla de Inglaterra
Una vez finalizada la Batalla de Inglaterra, pese a que ambos oficiales (Dowding y Park) fueron los verdaderos arquitectos de la defensa de Inglaterra desde este Mando de Caza, acabaron siendo destituidos por las discrepancias con algunos mandos de la RAF en esa época tales como Hugh Trenchard, con gran influencia en las altas esferas del ejército británico.

### Personalidad
Era una persona solitaria, huraña, dotada de un pésimo carácter y privado de amistades. Era conocido en la RAF por su apodo, "Stuffy" -arisco-. Detestaba los uniformes, así que vestía habitualmente trajes oscuros y bombín. Vivía solo y se dedicaba a las ciencias ocultas y al espiritismo y, según decían, hasta el punto de llegar a comunicarse con pilotos muertos en combate.